# 巴藏维尔
巴藏维尔（法語：Bazenville，法語發音：[bazɑ̃vil] ⓘ）是法国卡尔瓦多斯省的一个市镇，属于巴约区。

## 地理
巴藏维尔（49°18'11"N, 0°35'10"W）面积4.07 平方千米，位于法国诺曼底大区卡爾瓦多斯省，该省份为法国西北部沿海省份，北濒大西洋英吉利海峡，东北与滨海塞纳省以海上边界相接，东临厄尔省，南至奧恩省，西与芒什省接壤。
与巴藏维尔接壤的市镇（或旧市镇、城区）包括：克雷蓬、勒马努瓦尔、默韦讷、里村、瑟勒河畔克勒利。

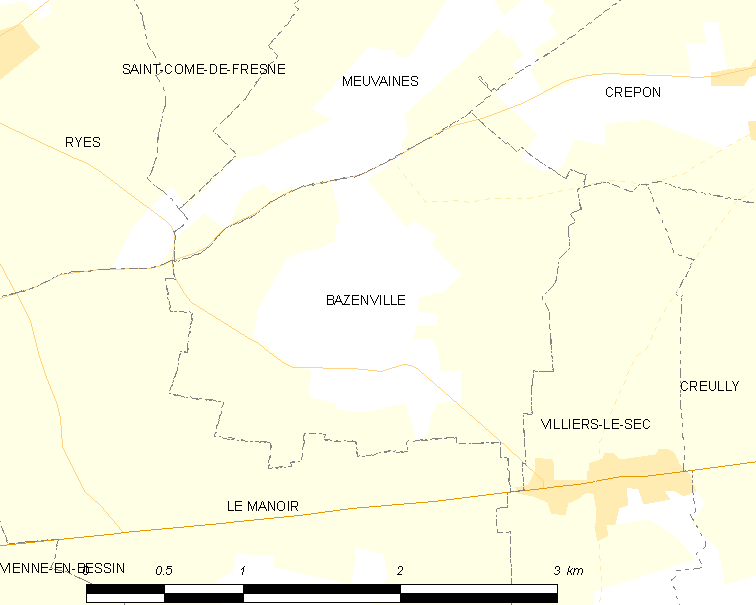
巴藏维尔的OSM定位图

巴藏维尔的时区为UTC+01:00、UTC+02:00（夏令时）。

## 行政
巴藏维尔的邮政编码为14480，INSEE市镇编码为14049。

## 政治
巴藏维尔所属的省级选区为滨海库尔瑟勒县。

## 人口

1962-2008年间巴藏维尔人口变化图示

巴藏维尔于2022年1月1日时的人口数量为144人。